# Palazzo Vecchio

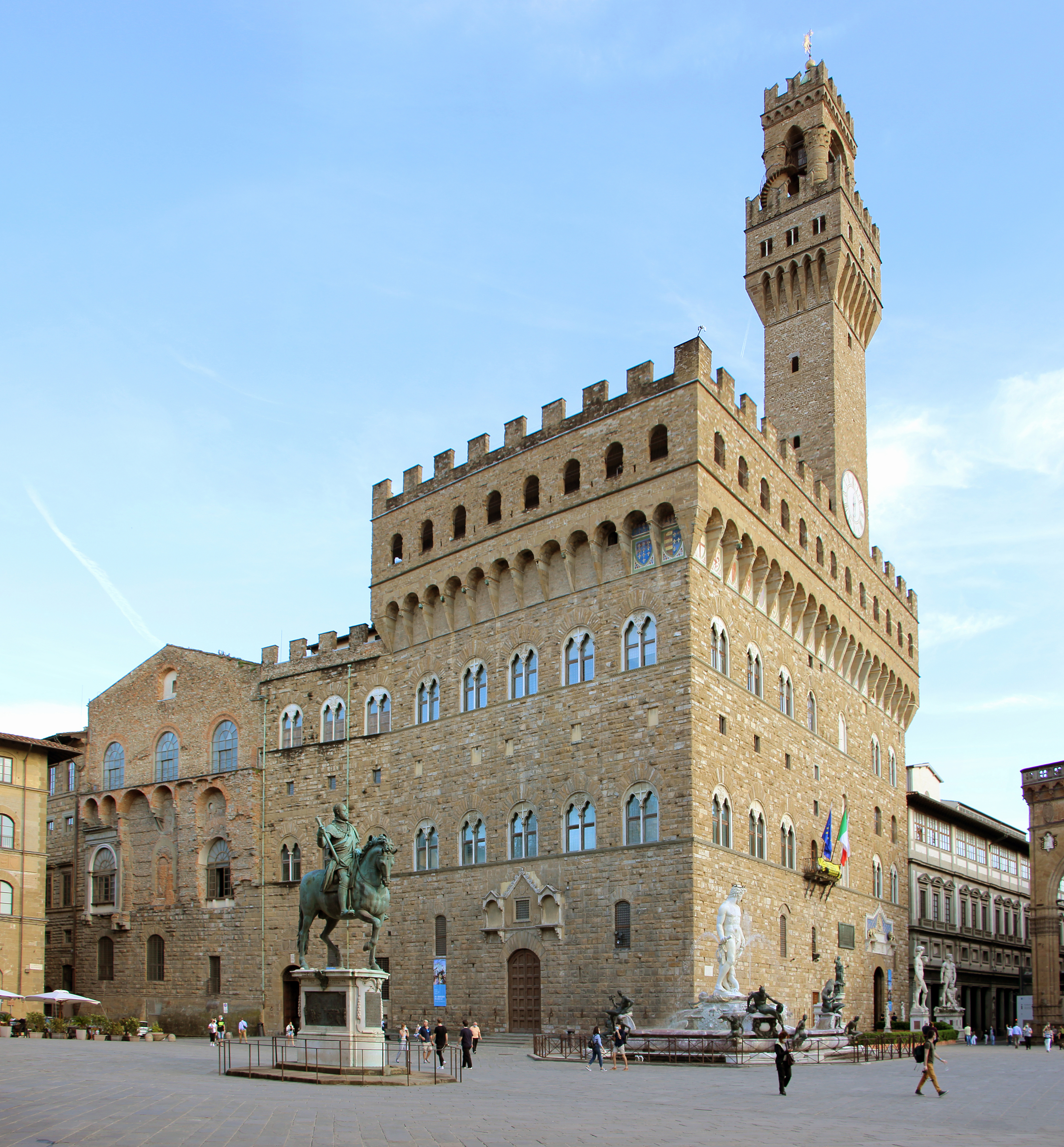
Der Palazzo Vecchio

Der Palazzo Vecchio [paˈlatːso ˈvɛkːjo] („alter Palast“) stellte als Sitz des Stadtparlaments den Mittelpunkt der weltlichen Macht im Florenz des 14. Jahrhunderts dar. Er wurde 1314 fertiggestellt und hieß ursprünglich Palazzo della Signoria (die Signoria war die Regierung der Republik), bis die Verwaltung unter Herzog Cosimo I. aus dem Haus Medici in die Uffizien umzog. Infolge der Septemberkonvention diente der Palazzo Vecchio ab 1865 für einige Jahre als Sitz der Camera dei deputati des Königreichs Italien, nach der Verlegung der italienischen Staatsorgane nach Rom seit 1872 als Rathaus von Florenz.

## Baugeschichte
Mit dem Bau des majestätischen Gebäudes wurde 1299 begonnen, sechs Jahre nachdem die Zünfte die Macht übernommen hatten. Zuständig für die Planung des Palazzos war der Architekt und Bildhauer Arnolfo di Cambio. Das Bauwerk beherbergte ab seiner Fertigstellung 1314 das Parlament der Republik Florenz und diente als Schlafstätte für die Abgeordneten. Daraus erklärt sich auch der wehrhafte Charakter der Architektur, der dem Wunsch der Versammelten nach Sicherheit, nach Schutz vor Übergriffen unruhiger Familien-Clans oder des aufgebrachten Volkes, nachkam. Noch heute ist die alte Gliederung zu erkennen. Im kaum durchfensterten Erdgeschoss tagten die 300 Mitglieder des Bürgerrates. Im 1. Obergeschoss versammelte sich der „Rat der Hundert“ und im 2. Obergeschoss lagen Wohn- und Diensträume.
Der Turm prägt mit seiner markanten Form die Silhouette der Stadt entscheidend mit. Er hat eine Höhe von 94 Meter und wird zu Ehren des Erbauers „Arnolfo-Turm“ genannt – zunächst unter dem Namen „Torre Faraboschi“. Der Turm hängt mit seiner der Piazza della Signoria zugewandten Seite etwa einen Meter über, da er direkt auf dem vorkragenden Zinnengeschoss des Palazzo steht. Sein massiver Kern allerdings durchzieht die Gebäudefront in voller Höhe (daher die Blindfenster unterhalb des Turms). Diese typische Form eines toskanischen Kommunalpalastes geht auf die Grundform der Geschlechtertürme zurück, die Casa-torre, die Turmhäuser (Duby, S. 463: „Die Bürgerpaläste der toskanischen Städte […] waren im Grunde nichts anderes als römische Häuser mit Innenhöfen, die sich in Festungen verwandelt hatten und mit ihren Türmen in schwindelerregende Höhen strebten.“)
Vorbild für den Florentiner Amtspalast war der Palazzo dei Priori von Volterra, der bereits 1208 begonnen wurde, und der Palazzo del Imperatorre in Prato, der zwischen 1238 und 1249 erbaut wurde. Vom Palazzo Vecchio leitet sich die Grundform der späteren städtischen Adelspaläste her wie die des Palazzo Medici Riccardi oder des Palazzo Strozzi. Der monumentale Charakter dieses Bauwerks, die nach außen hin wie abgeschlossen wirkenden Fassaden und einige architektonische Einzelheiten wie insbesondere die Geschossgliederung durch schmale Gesimsstreifen kehren im adeligen Palastbau wieder.
Der Palast beherrscht die Piazza della Signoria. Vor dem Hauptportal, dem Löwentor, stehen als „Torwächter“ eine Kopie von Michelangelos David und Baccio Bandinellis Herkules und Cacus. Nach Süden in Richtung Arno schließen sich hinter der Via del Ninna die Uffizien an.
Herzog Cosimo I. machte 1540/41 den Palazzo Vecchio zu seinem Regierungspalast. Er ließ ihn umfangreich umbauen und erneuern, z. B. wurde der Salone dei Cinquecento (der Saal des „Rates der 500“) zu einem Audienzsaal ausgebaut und zahlreiche Appartements neu gebaut bzw. umgestaltet. Die ausführenden Künstler waren zunächst Baccio Bandinelli und Giovanni dell’Opera, später Giorgio Vasari, mit Livio Agresti, und Giovanni Stradano.

## Innenhof

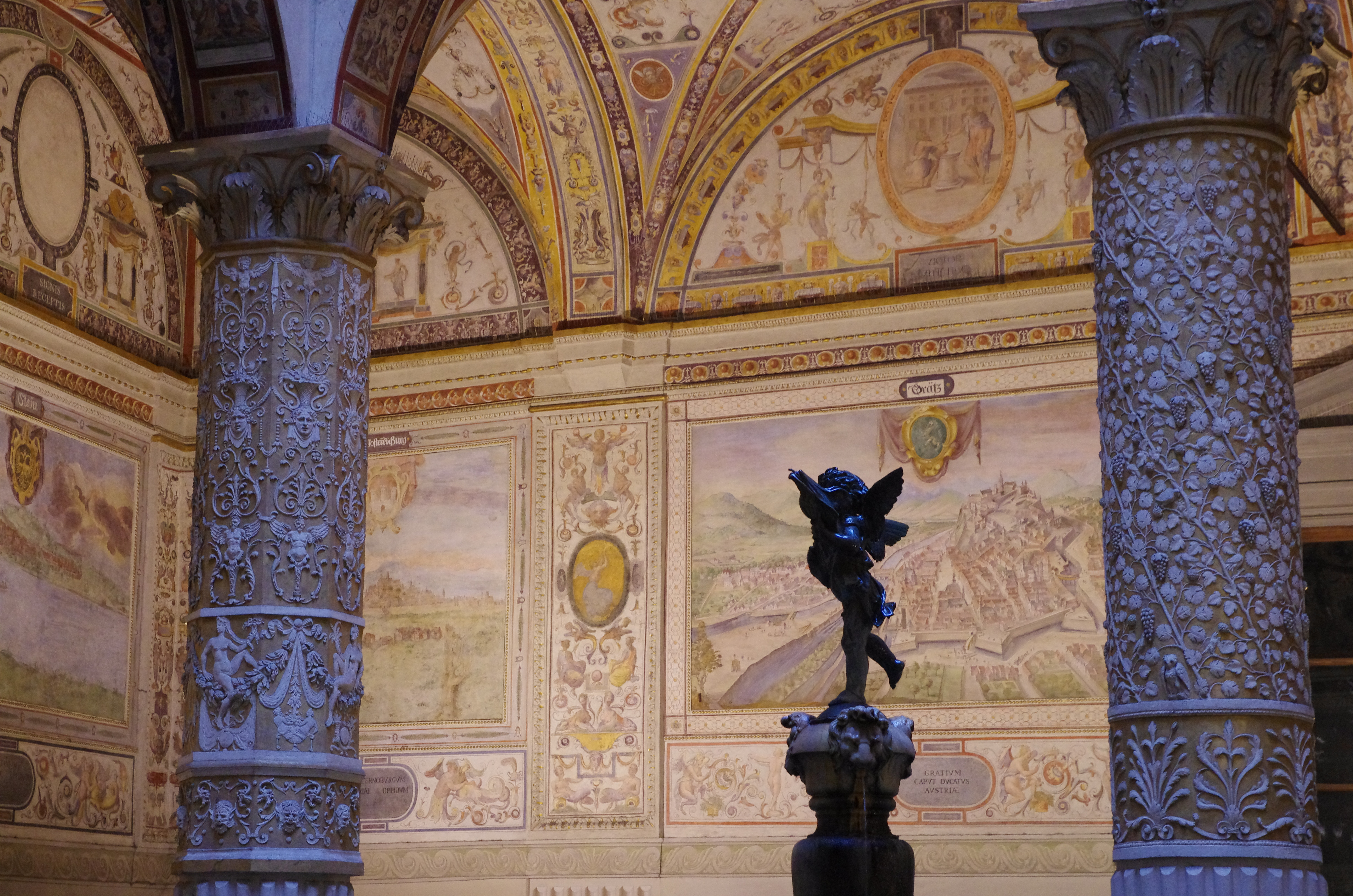
Innenhof

Die Fresken an den Wänden zeigen Städte der Habsburgermonarchie, die im Jahre 1565 von Giorgio Vasari für die Hochzeitsfeier von Francesco I. de’ Medici, den ältesten Sohn von Cosimo I. de’ Medici, mit Erzherzogin Johanna von Österreich, der Schwester von Kaiser Maximilian II., angefertigt wurden. Unter den dargestellten Städten befinden sich Graz, Innsbruck, Linz, Wien, Hall in Tirol, Prag, Pressburg, Freiburg im Breisgau, Konstanz und Krems-Stein. Einige Fresken wurden im Laufe der Zeit beschädigt.

## Saal der Fünfhundert

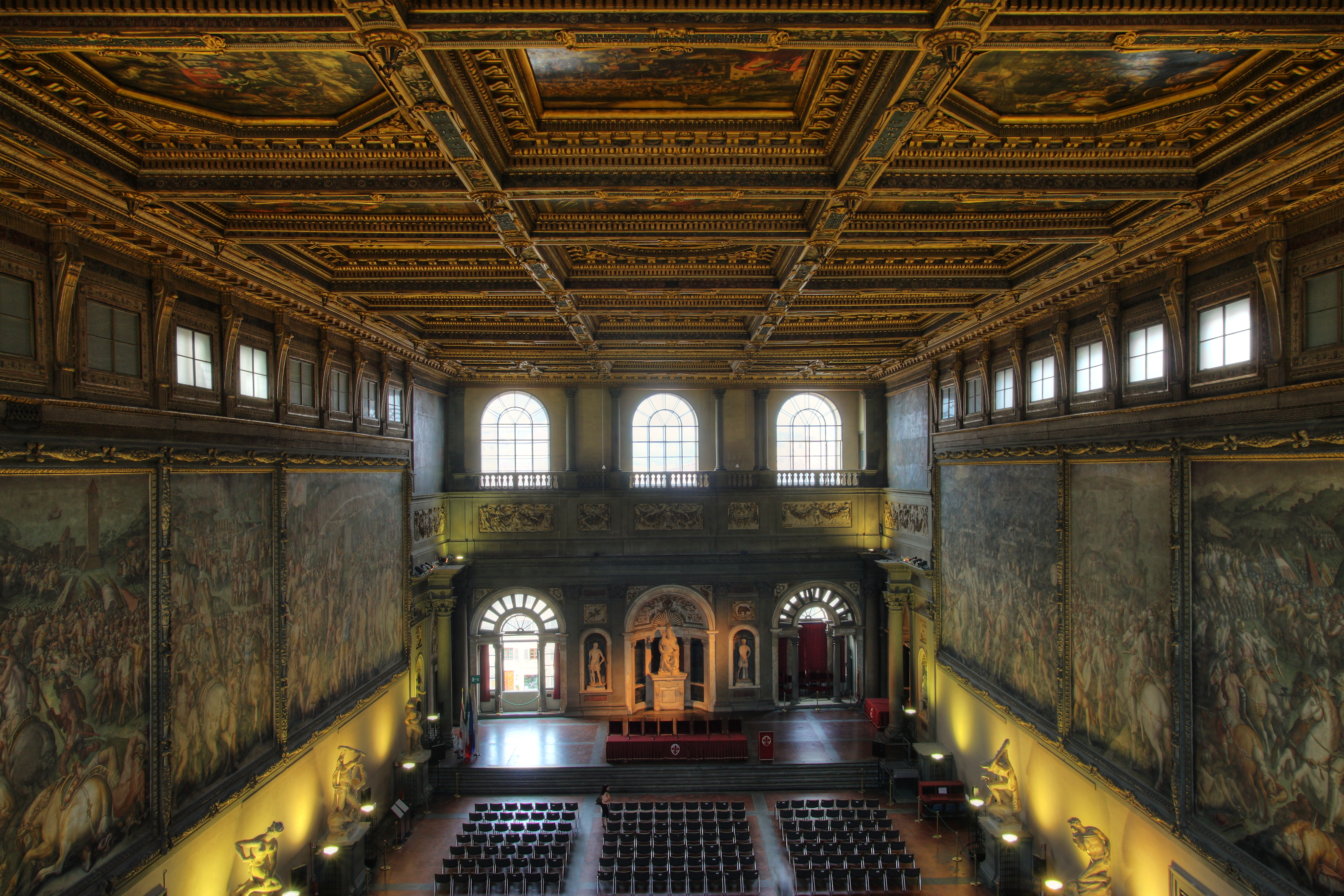
Saal der Fünfhundert

Der riesige Saal der Fünfhundert (Sala dei Cinquecento) mit einer Größe von 54 × 22 Meter wurde auf Anregung von Girolamo Savonarola angelegt. Nach der zweiten Vertreibung der Medici reformierte dieser Dominikaner die Republik, indem er nach venezianischem Vorbild einen großen Rat von fünfhundert Mitgliedern ins Leben rief. Der dazu erforderliche Saal wurde 1495 durch Simone del Pollaiuolo und Antonio da Sangallo errichtet.
Leonardo da Vinci und Michelangelo erhielten 1503 den Auftrag, für den Saal jeweils ein großes Wandgemälde zu schaffen. Als Themen wurden die Anghiari-Schlacht (Leonardo) bzw. die Schlacht bei Cascina (Michelangelo) benannt. Zu einer Fertigstellung beider Wandgemälde kam es nicht. Leonardo ließ sein Werk unvollendet zurück und Michelangelo kam über die vorbereitenden Kartons nicht hinaus. Von 1555 bis 1572 wurde der Saal nach den Wünschen von Cosimo I. de’ Medici von Vasari vollständig umgestaltet, ob Leonardos Bild dabei zerstört oder zugemauert wurde, konnte bisher nicht geklärt werden.

## Studiolo

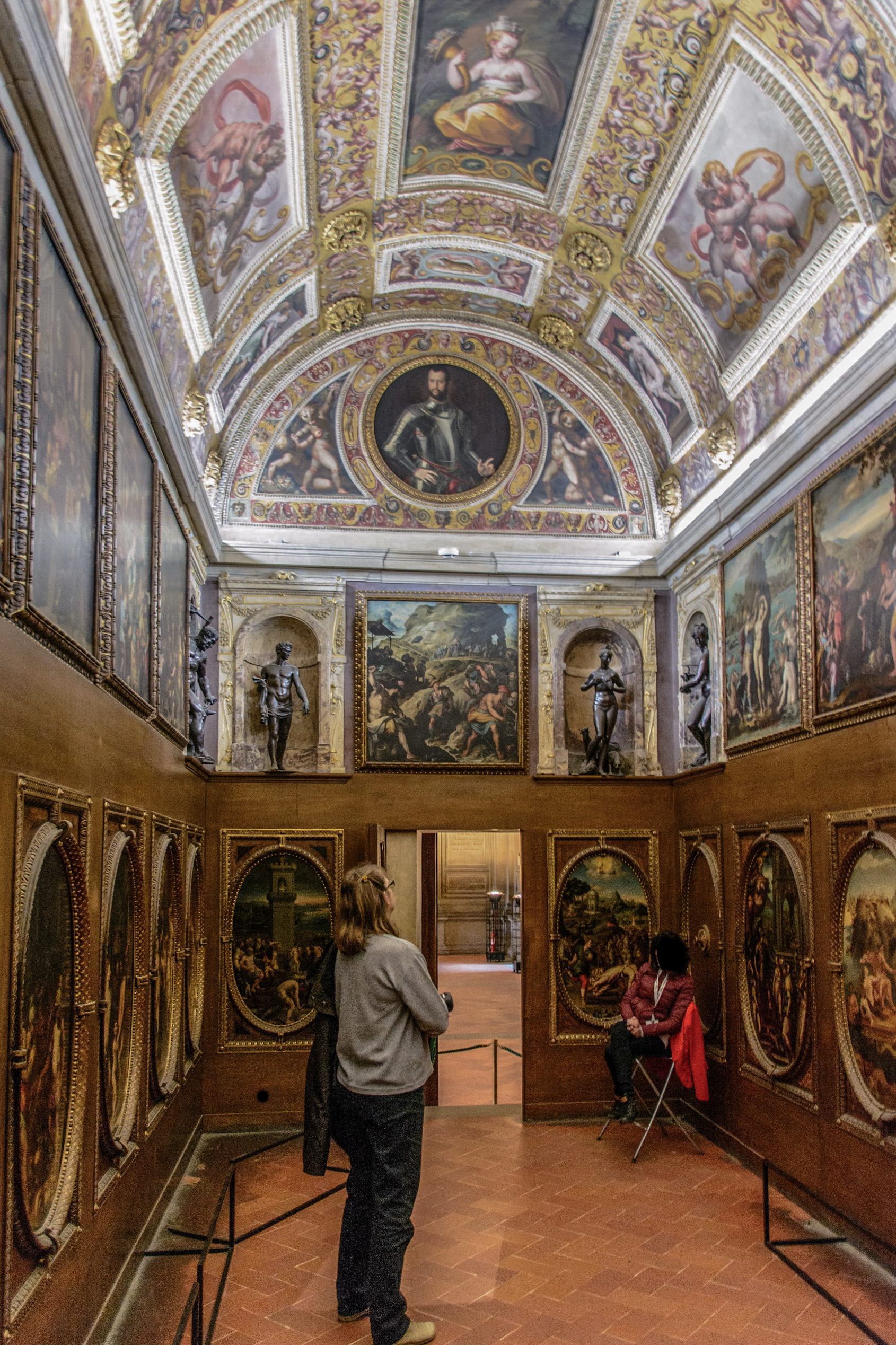
Studiolo im Palazzo Vecchio

Eine typische Erfindung der Architektur in der Renaissance ist das sogenannte Studiolo, ein privates Gelehrtenzimmer eines Fürsten – hier das von Franz I. von Medici. Es wurde 1570 nach Plänen Vasaris ausgeführt. Dieses Schreibzimmer misst lediglich 8,41 × 3,31 m. Solche Studioli waren in der Regel mit ausgesuchten Kunstwerken ausgestattet, hier mit Gemälden und Kleinplastiken des Florentiner Manierismus.

## Guardaroba nuova
In diesem Privatraum von Cosimo I. de’ Medici wurden kostbare Sammelstücke nach geografischer Herkunft geordnet aufbewahrt. Ignazio Danti führte unter der Leitung von Fra Miniato Pitti die choreografischen Darstellungen auf den Schranktüren aus (Öl auf Holz). Zur Ausstattung gehörten auch ein Erd- und ein Himmelsglobus, beide von Egnazio Danti gefertigt, welche Danti rückblickend in besonderer Weise als gelungen erschienen. Sein Stolz gründete auf einem Drehmechanismus im Innern der Sphären, welcher die Handhabung der Globen, die je einen Durchmesser von 210 cm aufweisen, vereinfachte.

## Nachahmerbauten

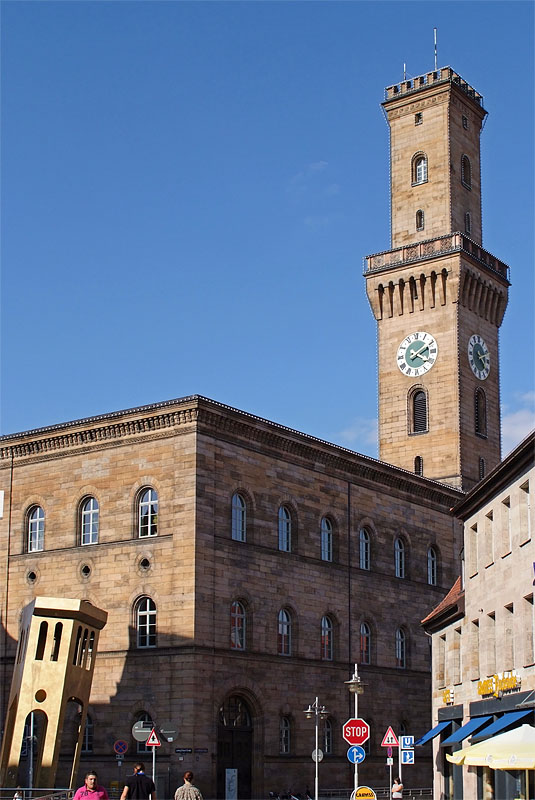
Rathaus Fürth

Das  Rathaus der mittelfränkischen Stadt Fürth (1840/50) wurde dem Palazzo Vecchio nachempfunden. Auch das Rathaus in Oppeln sowie das Rathaus in Lwiw ähneln dem Palazzo Vecchio.